# Inhume (groupe)
Pour les articles homonymes, voir Inhume.
Inhume est un groupe néerlandais de deathgrind.

## Histoire
Le groupe est formé en 1994 par Joost (chant), Johan Dirkx (chant), Richard Ebisch (guitare), Loek Peeters (basse) et Roel Sanders (batterie). Dès le début, les musiciens ont été très actifs sur la scène grindcore et ont joué divers concerts avec des groupes comme Agathocles, Dead Infection, Benediction, Altar et Nyctophobic. En 1995, le groupe sort sa première démo. Des splits avec Mundo de Mierda et Suppository suivent, ainsi qu'une bande promotionnelle. Le groupe devait faire la première partie de Deranged lors d'une tournée européenne, mais a dû l'annuler à la suite des départs de Richard Ebisch et Roel Sanders. Le premier s'est concentré sur son groupe principal Occult (plus tard Legion of the Damned). Des remplaçants ont pu être trouvés avec Harold Gielen (guitare) et Michiel Adriaans (batterie). Adriaans quitte cependant le groupe la même année. Il participe néanmoins à un split avec Blood. Son successeur, Erik De Windt (Sinister), ne reste que quelques mois avant de partir en Australie pour rejoindre Deströyer 666. Cependant, Roel Sanders revient dans le groupe.
En 2000, le premier album, Decomposing from Inside (Bones Brigade Records), sort, avant qu'Inhume ne signe un contrat avec Osmose Productions. C'est là que suit In for the Kill (2003) avec le nouveau chanteur Dorus van Ooij, qui remplace le membre fondateur Johan « Driek » Dirkx. En 2007, Harald Gielen quitte le groupe, mais le groupe continue avec un guitariste. La même année, Chaos Dissection Order sort. En 2008, un contrat est conclut avec le label allemand War Anthem Records, qui sort l'album suivant, Moulding the Deformed, en 2010,.

## Style musical
Inhume joue du grindcore avec de fortes influences death metal. Ils décrivent eux-mêmes Carcass, Napalm Death et Terrorizer comme leurs modèles musicaux. Les textes s'inspirent de Carcass et d'Autopsy. Malgré leur style musical plutôt simple et basé sur la rapidité, Inhume est considéré « comme l'un des meilleurs - et des plus anciens - groupes de death grind. »
Les membres du groupe sont également actifs dans d'autres groupes de grindcore. Ainsi, Ben Janssen et Loek Peeters font également partie de Bile, tandis que Joost Silvrants est le chanteur de Drowning in Tears et de Cliteater. Silvrants a également été actif en tant que chanteur intérimaire au sein de Sinister. Le batteur Roel Sanders a fait partie de God Dethroned et Asphyx, entre autres.

## Discographie

### Albums studio
- 2000 : Decomposing from Inside (Bones Brigade Records)
- 2003 : In for the Kill (Osmose Productions)
- 2007 : Chaos Dissection Order (Osmose Productions)
- 2010 : Moulding the Deformed (War Anthem Records)

### Splits
- 1997 : Enjoying the Violence? (split avec Mundo de Mierda)
- 1998 : Split avec Blood
- 2003 : Dutch Assault (split-CD avec Suppository, Last Days of Humanity et S.M.E.S., Relapse Records)
- 2008 : Slimewave Series Vol.6 (split vinyle avec Mumakil, Relapse Records)

### Démos
- 1995 : Demo I
- 1997 : The Missing Limb